# Operacja chopiorsko-dońska
Operacja chopiorsko-dońska – natarcie wojsk 9 Armii Frontu Południowo-Wschodniego Armii Czerwonej oraz korpusu kawalerii podlegającego 10 Armii, przeciwko Armii Dońskiej. Celem prowadzonego między 20 listopada a 8 grudnia 1919 r. działań było zapewnienie stabilności lewego skrzydła Frontu Południowego Armii Czerwonej oraz wyjście na południowy brzeg Donu.

## Tło wydarzeń
W połowie listopada 1919 r. Armia Czerwona z powodzeniem przeprowadziła operację woronesko-kastornieńską przeciwko Siłom Zbrojnym Południa Rosji, zdobywając kluczowy węzeł kolejowy Kastornoje i otwierając drogę do przekroczenia Donu. Odwrót Armii Ochotniczej na południe odsłonił lewą flankę Armii Dońskiej. Obawiając się uderzenia na ten odcinek, Armia Dońska zmuszona była zrezygnować z dalszego natarcia na północ.
W momencie rozpoczęcia przez Armię Czerwoną operacji Armia Dońska pod dowództwem gen. Władimira Sidorina utrzymywała obronę na linii Bobrow-Beriozowka-Ardieczinska. Liczyła ok. 13,7 tys. bagnetów, 13,2 tys. szabel, 90 dział, 500 karabinów maszynowych. Oddziały czerwonej 9 Armii dowodzonej przez Aleksandra Stiepinia oraz wspierającego ją korpusu kawalerii pod dowództwem Borisa Dumienki liczyły natomiast 13,4 tys. bagnetów, 4,6 tys. szabel, 160 dział, 660 karabinów maszynowych.

## Plany stron
Dowództwo Armii Czerwonej zakładało, że główne uderzenie przeprowadzi trzon 9 Armii (36, 23 i 14 dywizje strzeleckie) oraz korpus konny Dumienki, kierując się na styk między 3 i 2 Korpusem Dońskim, po czym po ich rozgromieniu dotrzeć do Pawłowska, u ujścia Miedwiedicy. Uderzenie głównych sił miało być zabezpieczone przez dwa dodatkowe: na prawym skrzydle siły dywizji kawalerii pod dowództwem Michaiła Blinowa miały uderzyć na Tałową i Pawłowsk w celu zniszczenia likińsko-bobrowskiego zgrupowania przeciwnika. W realizacji tego celu kawalerię wspierać miały 33 i 40 dywizje strzeleckie, znajdujące się na lewym skrzydle 8 Armii Frontu Południowego. Na prawym skrzydle natomiast 22 dywizja strzelecka miała za zadanie, wychodząc ze stanic Kumyżenskiej i Ust'-Miedwiedickiej, rozbić jednostki 1 Korpusu Dońskiego nad Miedwiedicą, we współpracy z 32 dywizją strzelecką 10 Armii.

## Przebieg operacji
Natarcie Armii Czerwonej rozpoczęło się 20 listopada. Dywizja kawalerii Blinowa przerwała linie obronne Armii Dońskiej, 23 listopada zajmując Buturlinowkę. Blinow zginął w tej bitwie. W odpowiedzi siły 1 Dońskiej dywizji kawalerii, 7 Dońskiej brygady kawalerii 3 Korpusu Dońskiego oraz grupa kawalerii 2 Korpusu Dońskiego wykonały przeciwko czerwonej kawalerii uderzenie z flanki, zmuszając ją do wycofania się w rejon Tałowej do 25 listopada. Dzień później czerwoni sforsowali Chopior i zajęli przyczółek na prawym brzegu rzeki. Główne siły 9 armii przełamały obronę dywizji 2 Dońskiego Korpusu. 28 listopada korpus konny Dumienki zajął Kałacz. 22 dywizja strzelecka uderzyła na 6 płastuńską dywizję dońską i do 26 listopada wyparła ją na południowy brzeg Donu.Dowództwo białych postanowiło uderzyć na Kałacz z kilku zbiegających się kierunków. Grupa kawalerii 2 Korpusu Dońskiego miała nacierać z kierunku Buturlinowki, natomiast 14 dońska brygada kawalerii 1 Korpusu Dońskiego - z okolic Nowej Kriuszy. Ich celem było okrążenie i rozbicie korpusu Dumienki. 28 listopada Armia Dońska przeszła do kontruderzenia. Jednostki 23 dywizji strzeleckiej czerwonych zostały zmuszone do przejścia do obrony, zaś 14 - do wycofania się.
W tym czasie działania zaczepne wznowiła dywizja kawaleryjska Blinowa, która przy wsparciu 21 dywizji strzeleckiej (z rezerw 9 Armii) rozbiła w rejonie Buturlinowki grupę kawalerii 2 Korpusu Dońskiego i wspólnie z korpusem Dumienki zaczęła wypierać siły białych na południe. Biali nie wytrzymali nacisku czerwonych i zaczęli wycofywać się na południe. W pościgu za nimi wojska 9 Armii, korpus konny Dumienki oraz 40 dywizja strzelecka 8 grudnia dotarli do Donu na wysokości Ust'-Miedwiedickiej i Rossosza. W rezultacie operacji chopiorsko-dońskiej Armia Dońska została rozdzielona. Zmusiło to dowództwo białych do wycofania wojsk na południowy brzeg Donu, by uniknąć ich całkowitego rozbicia. Jednak niewystarczające siły kawalerii czerwonych wymuszały wolne tempo działania, uniemożliwiając czerwonym dokończenie manewru okrążenia przeciwnika.